# How We Do (Party)
"How We Do (Party)"는 알바니아계 영국인 팝 가수 리타 오라의 첫번째 정규 음반인 Ora의 수록곡이자 2012년 3월 20일 발매된 싱글이다. 러너스 (The Runners), 모너치 (The Monarch), 커크 해럴 (Kuk Harrell), 켈리 시하 (Kelly Sheehan) 등이 프로듀싱에 참여했으며, 발매 후 오스트레일리아와 뉴질랜드 차트에서 10위 안에 들었으며, 미국 빌보드 핫 100 차트에서는 62위, 영국 싱글 차트에서는 1위를 기록하였다.

## 배경
"How We Do (Party)"는 팝 장르의 노래이다. 이 노래는 흔히 "동부 힙합의 대명사"로 불리는 미국의 힙합 가수 노토리어스 B.I.G.의 노래 Party and Bullshit에서의 목소리를 샘플링하였다. 원래 이 노래의 제목도 Party and Bullshit이었으나 후에 How We Do (Party)로 바뀌었다.
2012년 2월 24일 그녀는 이 노래의 선 공개를 위해 락 네이션의 사장인 제이지와 같이 Z100 라디오 방송에 출연한다. "How We Do (Party)"는 2012년 3월 20일 미국, 오스트레일리아, 뉴질랜드를 시작으로 전 세계적으로 발매가 된다.

## 트랙
- 디지털 다운로드[4]

1. "How We Do (Party)" – 4:06

- 디지털 다운로드 EP[5]

1. "How We Do (Party)" – 4:06
2. "How We Do (Party)" (Gustavo Scorpio Club Mix) – 7:33
3. "How We Do (Party)" (Papercha$er Club Remix) – 6:11
4. "How We Do (Party)" (Sandro Silva Extended Club Mix) – 5:36
5. "How We Do (Party)" (Laidback Luke Club Remix) – 5:12

- 디지털 다운로드 - 어쿠스틱[6]

1. "How We Do (Party)" (Acoustic) – 4:20

- 프로모셔널 CD 싱글

1. "How We Do (Party)" (Clean Edit) – 4:06
2. "How We Do (Party)" (Gustavo Scorpio Radio Mix) – 4:22
3. "How We Do (Party)" (Papercha$er Club Mix) – 6:11
4. "How We Do (Party)" (Sandro Silva Extended Club Mix) – 5:36
5. "How We Do (Party)" (Laidback Luke Club Remix) – 5:12

- 독일 CD 싱글[7]

1. "How We Do (Party)" – 4:06
2. "How We Do (Party)" (Gustavo Scorpio Club Mix) – 7:33

- 언사인드 싱글

1. "How We Do (Party)" (Juhola & Denavi Remix) - 3:21

## 차트
| 차트 (2012)                           | 최고 순위 |
| ------------------------------------- | --------- |
| 오스트레일리아 (ARIA)                 | 9         |
| 오스트리아 (Ö3 오스트리아 탑 40)      | 35        |
| 벨기에 (울트라팁 플랑드르)            | 18        |
| 브라질 핫 100 에어플레이 (빌보드)     | 69        |
| 캐나다 (캐나디안 핫 100)              | 68        |
| 체코 (IFPI)                           | 83        |
| 덴마크 (트랙리슨)                     | 40        |
| 유럽 (유로 디지털 송)                 | 1         |
| 아일랜드 (IRMA)                       |           |
| 네덜란드 (네덜란드스 탑 40)           | 28        |
| 네덜란드 (싱글 톱 100)                | 31        |
| 일본 (재팬 핫 100)                    | 5         |
| 독일 (미디어 컨트롤 AG)               | 40        |
| 뉴질랜드 (레코드 뮤직 NZ)             | 5         |
| 스코틀랜드 (오피셜 차트 컴퍼니)       | 1         |
| 스위스 (슈바이처 히트파라데)          | 41        |
| 영국 싱글 (오피셜 차트 컴퍼니)        | 1         |
| 미국 빌보드 핫 100                    | 62        |
| 미국 댄스/믹스 쇼 에어플레이 (빌보드) | 23        |
| 미국 핫 댄스 클럽 송 (빌보드)         | 1         |
| 미국 팝 송 (빌보드)                   | 22        |
| 미국 리드믹 (빌보드)                  | 28        |

| 차트 (2012)                    | 순위 |
| ------------------------------ | ---- |
| 오스트레일리아 (ARIA)          | 84   |
| 일본 (일본 핫 100)             | 98   |
| 영국 싱글 (오피셜 차트 컴퍼니) | 50   |
| 미국 핫 댄스/클럽 송 (빌보드)  | 2    |

## 인증
| 국가                                                  | 인증        | 판매량/출하량 |
| ----------------------------------------------------- | ----------- | ------------- |
| 오스트레일리아 (ARIA)                                 | 2× 플래티넘 | 140,000^      |
| 뉴질랜드 (RMNZ)                                       | 골드        | 7,500*        |
| 영국 (BPI)                                            | 골드        | 400,000^      |
| *판매량을 기반으로 한 인증 ^출하량을 기반으로 한 인증 |             |               |